# E575 (európai út)
Az E575-ös út az európai úthálózat része, mely Pozsonynál kezdődik és Győrnél végződik, hossza 95 km.
Az E575-ös európai út szlovák szakasza Pozsonynál a D1-es autópálya kereszteződésénél kezdődik, majd Somorján, Dunaszerdahelyen és Nagymegyeren keresztül a medvei határátkelőig halad.
A magyarországi szakaszon a 14-es főúton halad tovább, és Győrnél éri el az M1-es autópályát. Győr belvárosától 81-es főútként halad tovább az autópálya felé, ez a főút Székesfehérvárig tart, de az autópálya után már nem része az európai úthálózatnak.